# Carlo Azeglio Ciampi
Pour les articles homonymes, voir Ciampi.
Carlo Azeglio Ciampi (prononcé : [ˈkarlo adˈdzeʎʎo ˈtʃampi] ), né le 9 décembre 1920 à Livourne, en Toscane, et mort le 16 septembre 2016 à Rome, est un économiste, banquier et homme d'État italien, président de la République italienne de 1999 à 2006.
Opposé au régime fasciste de Benito Mussolini, il sert dans la Résistance puis entre à la Banque d'Italie, dont il devient le gouverneur en 1979. Quatorze ans plus tard, il est nommé président du Conseil par Oscar Luigi Scalfaro pour quelques mois.
Restant indépendant, il est nommé ministre du Trésor, du Budget et de la Programmation économique en 1996 dans un gouvernement de centre gauche. Trois ans plus tard, il est largement élu président de la République.
Malgré une forte popularité et les sollicitations de plusieurs partis, il refuse de solliciter un deuxième septennat en 2006. Il devient alors sénateur à vie puis est le doyen du Parlement de 2013 à sa mort.

## Biographie

### Origines familiales et études
Carlo Azeglio Ciampi naît le 9 décembre 1920 à Livourne, en Toscane ; il est le fils de Pietro Ciampi et de Maria Masino, dont la famille est originaire de Coni, dans le Piémont. Éduqué par des jésuites, il suit une scolarité très satisfaisante durant laquelle il saute deux classes du fait de ses très bonnes performances. Après le lycée, il est admis, sur concours, à l'École normale de Pise.
Durant ses études, il voyage à l'étranger et part étudier, durant quelques mois, à l'université de Leipzig, en Allemagne. Il obtient, en 1941, un diplôme en sciences humaines après la rédaction d'une thèse portant sur la philologie classique et la littérature grecque. Appelé aux armes en Albanie, il y part avec le grade de lieutenant.

### Au sein de la Résistance
Quand l'armistice de Cassibile est signé le 3 septembre 1943, Carlo Azeglio Ciampi refuse de reconnaître la légitimité de la République sociale italienne et part à Scanno, dans les Abruzzes, pour rejoindre Guido Calogero au sein du Parti d'action, un mouvement de la Résistance au fascisme.
Le 24 mars 1944, avec une soixantaine de personnes, il échappe à la Wehrmacht pour rejoindre les Alliés en traversant le massif de la Majella ; cette traversée, longue et difficile, coûta la vie à quelques membres du groupe, mais Ciampi parvint à rejoindre d'autres résistants et s'enrôle de nouveau dans l'armée italienne refondée pour combattre au côté des Alliés.

### Cadre de la Banque d'Italie
En 1946, après la guerre, Carlo Azeglio Ciampi épouse Franca Pilla, rencontrée sur les bancs de l'École normale de Pise ; deux enfants naissent de ce mariage. Licencié en droit de l'université de Pise, il concourt pour entrer à la Banque d'Italie, alors qu'il se destinait à une carrière de professeur de lettres. Il entame une brillante carrière de banquier qui le mènera jusqu'aux plus hautes instances de cette institution.
Nommé vice-directeur général en 1976, puis directeur général en 1978, il est nommé gouverneur de la Banque d'Italie au mois de septembre 1979 après la démission de Paolo Baffi, alors mis en examen pour absence de vigilance sur les instituts de crédit bien alors qu'il sera, par la suite, mis totalement hors de cause par l'instruction. Ciampi dirige la Banque d'Italie sans discontinuer jusqu'en 1993. Estimé pour la qualité de son travail, il est nommé docteur honoris causa en économie et commerce par l'université de Pavie en 1991.

### Président du Conseil des ministres
Le 28 avril 1993, le gouvernement Ciampi prête serment devant le président de la République, Oscar Luigi Scalfaro, au palais du Quirinal. Ce cabinet, soutenu par cinq partis politiques, doit gérer les affaires nationales jusqu'à l'issue des prochaines élections parlementaires, qui seront convoquées l'an suivant, en 1994. Dans ce gouvernement dit « technicien », car dirigé par un homme n'étant pas parlementaire, sont nommés ministres des personnalités reconnues pour leurs compétences, comme l'économiste Beniamino Andreatta désigné chef de la diplomatie, le juriste Franco Gallo nommé ministre des Finances à la place de l'économiste Vincenzo Visco, enfin, la fonctionnaire Rosa Iervolino, ancienne ministre pour les Affaires sociales, à laquelle fut confié le portefeuille de l'Instruction publique.
Investi par la Chambre des députés le 7 mai, puis par le Sénat de la République le 12 mai, ce gouvernement doit travailler dans un contexte difficile, le régime politique ayant été purgé par l'opération Mains propres pour la corruption dominante en Italie. Le gouvernement démissionna le 13 janvier 1994, ce qui permet au président Scalfaro de dissoudre le Parlement pour la convocation d'un scrutin parlementaire anticipé.

### Un partisan de l'euro
Nommé ministre du Trésor, du Budget et de la Programmation économique dans le premier gouvernement de centre-gauche dirigé par Romano Prodi, Carlo Azeglio Ciampi travaille pour la réduction de la dette italienne pour honorer les critères imposés par le traité de Maastricht pour les candidats à l'intégration monétaire européenne ; d'autre part, il entame le processus de privatisation de la Poste italienne. Reconduit dans le gouvernement de Massimo D'Alema, il poursuit son travail jusqu'à son élection au Quirinal.

### Président de la République

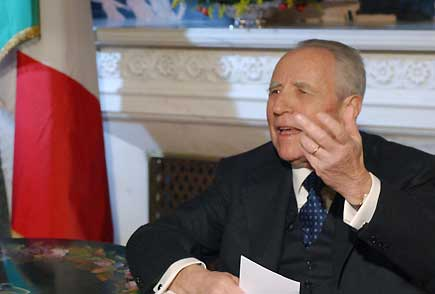
Le président Ciampi en 2003.

Le 13 mai 1999, sa candidature ayant été largement approuvée par l'ensemble des forces politiques nationales, Carlo Azeglio Ciampi est élu président de la République italienne à l'issue du premier tour de scrutin. Il recueille, sur son nom, 707 suffrages des 990 grands électeurs convoqués pour cette élection présidentielle. Le nouveau chef de l'État est investi le 18 mai suivant par le président de la Chambre des députés, Luciano Violante.
Chef de l'État, le président Ciampi prôna, durant son mandat présidentiel, un patriotisme national unissant tous les citoyens d'Italie par l'hymne national et le drapeau. Ces positions lui valurent un profond respect de ses concitoyens, qui reconnurent au président Ciampi des qualités de traducteur impartial de la Constitution.
Favorable à l'Union européenne, il se dit convaincu de l'avenir, au sein de cette Union, de l'Italie ; mais ce jugement sera contesté par les députés du mouvement séparatiste de la Ligue du Nord, qui, lorsque le président Ciampi prononcera un discours au Parlement européen, l'interrompront bruyamment. Néanmoins, les convictions européennes de Ciampi furent saluées par le prestigieux prix Charlemagne attribué au président de la République italienne en 2005.
La forte popularité de Carlo Azeglio Ciampi fut conjointe à celle de son épouse, Franca Pilla : la Première dame, contrairement à celles qui la précédèrent au Quirinal, la résidence présidentielle, s'engageait vivement dans le débat public, dénonçant la « télévision débile » et vantant la bonté des « gens du Sud », en particulier des Napolitains.
Durant son septennat, Carlo Azeglio Ciampi nomma quatre gouvernements et cinq sénateurs à vie et cinq juges à la Cour constitutionnelle.
Le 18 avril 2006, le chef de l'État déclare, dans le Corriere della Serra, qu'il ne solliciterait pas un second mandat présidentiel de sept ans, son septennat devant se terminer le 18 mai suivant, quelques semaines après les élections parlementaires dont l'issue fut relativement favorable à l'opposition de centre-gauche ; dans cet entretien, le président de la République sortant dit vouloir se retirer pour ne pas vouloir instaurer « une monarchie républicaine »,, affirmant encore qu'un mandat de sept ans serait suffisamment long pour le chef de l'État. Cette annonce répond aux sollicitations de l'échiquier politique, les grandes formations parlementaires de centre-gauche comme de centre-droit ayant déclaré soutenir une éventuelle reconduction du président Ciampi pour un nouveau mandat de sept ans. Le 15 mai, c'est l'ancien président de la Chambre basse, Giorgio Napolitano, que Ciampi avait nommé sénateur à vie quelques mois précédemment, qui lui succède à la présidence de la République italienne.

### Sénateur à vie après la présidence
Après avoir démissionné pour anticiper l'investiture de son successeur au 15 mai 2006, Carlo Azeglio Ciampi, âgé de quatre-vingt-cinq ans, honora le droit que lui conféra la Constitution de la République italienne de siéger à vie sur les bancs du sénat de la République. Il vota, le 19 mai suivant, la confiance au second gouvernement de centre-gauche de Romano Prodi ; sa position vis-à-vis du nouveau gouvernement fut cependant critiquée par le centre-droit, mené par Silvio Berlusconi.
Réputé proche du Parti démocrate, le grand parti de centre-gauche, bien qu'il se présente comme étant indépendant de tout parti politique, Ciampi en a été nommé membre d'honneur.
Désigné président du Comité d'organisation des célébrations du cent-cinquantième anniversaire de l'unification de l'Italie pour 2011, il doit cependant renoncer à cette charge pour des ennuis de santé ; l'ancien président du Conseil, Giuliano Amato, lui succéda. Bien qu'en mauvaise santé, il tint à rendre hommage à la scientifique Rita Levi Montalcini, qu'il avait nommée sénatrice à vie durant son septennat.
De la mort d'Emilio Colombo à sa propre disparition, le sénateur Ciampi est le doyen d'âge du Sénat de la République ; il est également le parlementaire le plus âgé de la République italienne.
Il décède à Rome le 16 septembre 2016.

## Décorations

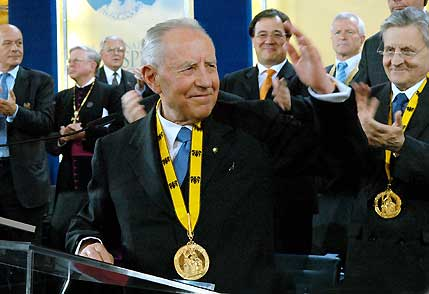
Carlo Azeglio Ciampi recevant le prix Charlemagne en 2005.

### Nationales
- Grand maître de l'ordre du Mérite de la République italienne
- Grand maître de l'ordre militaire d'Italie
- Grand maître ordre du mérite du travail
- Grand maître de ordre de l’Étoile de la solidarité italienne
- Grand maître de l'ordre de Vittorio Veneto

Honoré par le prix international Charlemagne d'Aix-la-Chapelle en 2005, Ciampi fut nommé docteur honoris causa de l'École normale supérieure de France et est membre honoris causa de l'Accademia della Crusca d'Italie. Il également "citoyen d'honneur" de la ville de Naples.

### Etrangères
- Collier de l'ordre de Pie IX
- Commandeur de la légion d'honneur (1985)
- Grand-croix de la légion d'honneur (1999)
- Grand-croix de l'ordre du mérite de la République fédérale
- Grand cordon de l'ordre de Rising Sun
- Collier de l'ordre de rose blanche
- Chevalier grand-croix de l'ordre du Bain
- Chevalier grand-croix de l'ordre de l'aigle blanc
- Chevalier grand-croix de l'ordre royal de Saint-Olaf
- Médaille de la république orientale de l'Uruguay[5]
- Grand-croix du grand ordre du Roi Tomislav
- Grand étoile de l'ordre du mérite
- Grand-croix de l'ordre de la double étoile blanche[6]
- Grand collier de l'ordre de l'Infant Dom Henri
- Grand-croix avec collier de l'ordre du Mérite hongrois
- Grand-croix de l'ordre souverain militaire hospitalier de Saint-Jean de Jérusalem, de Rhodes et de Malte
- Collier de l'ordre de l'étoile de Roumanie
- Récipiendaire honoraire de l'ordre de la Couronne du Royaume[7]
- Collier de l'ordre de l'étoile de Terra Mariana
- Commandeur grand-croix avec collier de l'ordre des trois étoiles
- Compagnon de l'ordre honoraire avec collier du Mérite
- Membre honoraire de la république Xirka Ġieħ
- Grand-croix de l'ordre Saint-Charles[8]
- Grand-croix de l'ordre national de la Croix du Sud
- Grand cordon de l'ordre de Al-Hussein bin Ali
- Grand-croix de l'ordre de Bonne Espérance
- Grand-croix de l'ordre du Sauveur
- Grand-croix de l'ordre de la Rose blanche
- Grand cordon de l'ordre de Stara Planina
- Grand-croix de l'ordre du Libérateur San Martín